# Condado de Fayette (Illinois)
El condado de Fayette (en inglés: Fayette County), fundado en 1821, es uno de 102 condados del estado estadounidense de Illinois. En el año 2000, el condado tenía una población de 21 802 habitantes y una densidad poblacional de 12 personas por km². La sede del condado es Vandalia. El condado recibe su nombre en honor al Marqués de La Fayette. 

## Geografía
Según la Oficina del Censo, el condado tiene un área total de 1879 km² (725,5 mi²), de la cual 1856 km² (716,6 mi²) es tierra y 23 km² (8,880308880309 mi²) (1.22%) es agua.

### Condados adyacentes
- Condado de Shelby (noreste)
- Condado de Effingham (este)
- Condado de Clay (sureste)
- Condado de Marion (sur)
- Condado de Clinton (suroeste)
- Condado de Bond (oeste)
- Condado de Montgomery (noroeste)

## Demografía
Según la Oficina del Censo en 2005, los ingresos medios por hogar en el condado eran de $31 873, y los ingresos medios por familia eran $39 044. Los hombres tenían unos ingresos medios de $29 478 frente a los $20 254 para las mujeres. La renta per cápita para el condado era de $15 357. Alrededor del 12.20% de la población estaban por debajo del umbral de pobreza.

## Transporte

### Autopistas principales
- Interestatal 57
- Interestatal 70
- US Route 40
- US Route 51
- Ruta de Illinois 33
- Ruta de Illinois 128
- Ruta de Illinois 140
- Ruta de Illinois 185

## Municipalidades

### Ciudades
- St. Elmo
- Vandalia

### Villas
- Bingham
- Brownstown
- Farina
- Ramsey
- St. Peter

### Áreas no incorporadas
- Augsburg
- Bayle
- Bluff City
- Confidence
- Four Mile
- Frogtown
- Hagarstown
- Loogootee
- Pittsburg
- Shafter
- Shobonier
- St. Paul
- Stringtown
- Vera
- Woodyard

## Municipios
El condado de Fayette está dividido en 20 municipios:
| - Avena - Bear Grove - Bowling Green - Carson - Kaskaskia | - LaClede - Lone Grove - Loudon - North Hurricane - Otego | - Pope - Ramsey - Sefton - Seminary - Shafter | - Sharon - South Hurricane - Vandalia - Wheatland - Wilberton |  |